# TH Group
TH Group là một tập đoàn và cũng là một công ty cổ phần chuyên sản xuất sữa, các chế phẩm từ sữa, nước,... được thành lập tại tỉnh Nghệ An vào năm 2009. Theo báo cáo của công ty số liệu Biinform năm 2017, tập đoàn TH chiếm 4% thị phần thị trường Việt Nam.

## Sản phẩm

#### Sữa tươi tiệt trùng
- TH true MILK: Nguyên chất, Ít đường, Có đường, Hương dâu, Socola
- TH true MILK LIGHT MEAL: sữa tươi bổ sung ngũ cốc
- TH true MILK HILO
- TH true MILK GOLD
- TH true MILK Organic: sữa tươi hữu cơ
- TH true MILK Nguyên Chất A2

#### Sữa tươi thanh trùng
- TH true MILK Sữa tươi thanh trùng: Nguyên chất, Ít đường

#### TOPKID
- Sữa tươi TOPKID Organic Vanilla
- Sữa chua ăn TOPKID: Vanilla, Chuối - Lúa mạch
- Sữa chua uống tiệt trùng TOPKID: Cam, Dâu, Dâu - Chuối - Lúa Mạch,
- Sữa chua uống Phomat TOPKID
- TH true JUICE MILK TOPKID: Dâu, Cam

#### Sữa chua (TH true YOGURT)
- Sữa chua ăn: Ít đường, Có đường, Vị tự nhiên, Dừa, Táo - Sơ ri, Nha đam, Sầu riêng, Chanh dây, Xoài - Hạt chia, Nếp cẩm
- Sữa chua ăn men sống: Việt quất, Trái cây
- Sữa chua uống men sống: Vanilla, Việt quất
- Sữa uống lên men: Có đường, Dâu
- Sữa chua uống tiệt trùng: Cam, Dâu, Việt quất
- Sữa chua uống thanh trùng: Có đường, Dâu

#### Sữa hạt
- TH true NUT: Sữa hạt và Gạo lứt đỏ, Sữa hạt và Nghệ, Sữa hạt và Gấc, Sữa hạt Hạnh nhân, Sữa hạt Macca, Sữa hạt Óc chó

#### Kem (TH true ICE CREAM)
- Kem que TOPKID: Socola - Vanilla, Socola - Phomat, Dâu - Chuối
- Kem que: Phomat, Dâu, Đậu xanh, Caramel - Cà phê muối, Socola, Vanilla, Sầu riêng, Dừa,
- Kem Sandwich: Socola - Vanilla
- Kem ốc quế: Socola, Vanilla, Dâu
- Kem hộp: Vanilla, Socola, Trà xanh, Dừa, Sầu riêng, Caramel - Cà phê muối

#### Bơ, phomat
- TH true BUTTER: Bơ lạt
- TH true CHEESE: Que Mozzarella

#### Thức uống giải khát
- TH true TEA: Trà Xanh, Trà Ô long
- TH true RICE: Nước gạo rang, Nước gạo lứt đỏ
- TH true JUICE - Nước trái cây: Nectar Xoài, Ổi, Smoothie Xoài - Chuối, Cam, Táo, Táo - Gấc, Táo - Đào
- TH true JUICE MILK - Nước uống sữa trái cây: Cam, Dâu, Việt quất, Chuối

#### Nước tinh khiết
- TH true WATER

#### Trà túi lọc
- TH true HERBAL: Giảo cổ lam - Linh chi, Tía tô - Gừng, Nhân trần - Cúc hoa, Lạc tiên - Tâm sen

#### Thực phẩm
- FVF: Gạo Japonica, Gạo lứt đỏ
- NASU: Đường vàng